# Wilhelm Kamlah
Wilhelm Kamlah (3. září 1905 Hohendorf, Německé císařství – 24. září 1976 Erlangen, Německá spolková republika) byl německý filosof, představitel tzv. erlangenské školy.
Studoval muzikologii, dějiny a filosofii. Stal se asistentem v Historickém semináři univerzity v Göttingenu. Během nacistického režimu byl zbaven možnosti učit. V roce 1945 se stal docentem a později mimořádným profesorem pro filosofii v Göttingenu a Hannoveru. V roce 1954 pak řádným profesorem na Erlangenské univerzitě.